# Liste der Kulturdenkmäler in Groß-Umstadt
Die folgende Liste enthält die in der Denkmaltopographie ausgewiesenen Kulturdenkmäler auf dem Gebiet  der  Stadt Groß-Umstadt, Landkreis Darmstadt-Dieburg, Hessen.
Hinweis: Die Reihenfolge der Denkmäler in dieser Liste orientiert sich zunächst an Stadtteilen und anschließend der Anschrift, alternativ ist sie auch nach der Bezeichnung oder der Bauzeit sortierbar.
Kulturdenkmäler werden fortlaufend im Denkmalverzeichnis des Landes Hessen durch das Landesamt für Denkmalpflege Hessen auf Basis des Hessischen Denkmalschutzgesetzes (HDSchG) geführt. Die Schutzwürdigkeit eines Kulturdenkmals hängt nicht von der Eintragung in das Denkmalverzeichnis des Landes Hessen oder der Veröffentlichung in der Denkmaltopographie ab.

Das Vorhandensein oder Fehlen eines Objekts in dieser Liste ist keine rechtsverbindliche Auskunft darüber, ob es Kulturdenkmal ist oder nicht: Diese Liste entspricht möglicherweise nicht dem aktuellen Stand der offiziellen Denkmaltopographie. Diese ist für Hessen in den entsprechenden Bänden der Denkmaltopographie Bundesrepublik Deutschland und im Internet unter DenkXweb – Kulturdenkmäler in Hessen einsehbar. Auch diese Quellen sind, obwohl sie durch das Landesamt für Denkmalpflege Hessen aktualisiert werden, nicht immer aktuell, da es im Denkmalbestand immer wieder Änderungen gibt.
Eine verbindliche Auskunft erteilt allein das Landesamt für Denkmalpflege Hessen.
Nutze diese Kartenansicht, um Koordinaten in der Liste zu setzen. In dieser Kartenansicht sind Kulturdenkmale ohne Koordinaten mit einem roten bzw. orangen Marker dargestellt und können in der Karte gesetzt werden. Kulturdenkmale ohne Bild sind mit einem blauen bzw. roten Marker gekennzeichnet, Kulturdenkmale mit Bild mit einem grünen bzw. orangen Marker.

## Kulturdenkmäler nach Ortsteilen

### Groß-Umstadt
| Bild                                     | Bezeichnung                                         | Lage                                                                  | Beschreibung | Bauzeit                          | Daten |
| ---------------------------------------- | --------------------------------------------------- | --------------------------------------------------------------------- | --- | -------------------------------- | ----- |
| Gesamtanlage Altstadt                    | Gesamtanlage Altstadt                               | Altstadt Lage                                                         | Die Gesamtanlage Altstadt umfasst den mittelalterlichen Teil der Stadt innerhalb der Grenzen der im 19. Jh. größtenteils abgegangenen Stadtbefestigung. Die mittelalterliche Siedlung entstand im 12. Jahrhundert über den Resten einer römischen Siedlung. Von den sieben Adelshöfen sind noch sechs erhalten. Sie spiegeln die wechselnden Machtverhältnisse und Teilungen der Stadt zwischen Kurpfalz, Hanau bzw. Hessen wieder. Im Nordosten markiert das Darmstädter Schloss, im Südwesten das Pfälzer Schloss die Grenze des historischen Stadtkerns. Am westlichen Ausgang der Altstadt liegt das Wamboltsche Schloss. Den Nordwesten der Altstadt beherrscht das Rodensteiner Schloss. Der Südosten der Gesamtanlage wird durch den Gans’schen Adelshof markiert. |                                  |       |
| Gesamtanlage Südliche Vorstadt           | Gesamtanlage Südliche Vorstadt                      | Lage                                                                  | Die Vorstadt entstand südlich der Altstadt und wurde 1477 in die Stadtbefestigung integriert. Das Viertel wird im Norden von der Georg-August-Zinn-Straße, im Westen von Scheuerweg, im Süden vom Riegelgartenweg und im Osten von der Straße Am Stadtgraben begrenzt. In der Hintergasse befinden sich Hofanlagen des 16. und 18. Jahrhunderts. |                                  |       |
| Gesamtanlage Östliche Vorstadt           | Gesamtanlage Östliche Vorstadt                      | Lage                                                                  | An der Unteren Marktstraße entstanden im 18. und 19. Jahrhundert Höfe in Traufstellung mit zweigeschossigen Torbauten. Entlang der Wallstraße wurden auf den ehemaligen Stadtwall im 19. Jahrhundert zweigeschossige Wohnbauten errichtet. |                                  |       |
| Gesamtanlage Carlo Mirendorff-Straße     | Gesamtanlage Carlo Mirendorff-Straße                | Lage                                                                  | Westlich der südlichen Vorstadt wurde um 1900 eine Verbindungsstraße zum Bahnhof mit Wohn- und Geschäftshäusern errichtet. Das nördliche Ende der Gesamtanlage bildet das neoklassizistische Amtsgerichtsgebäude. |                                  |       |
| weitere Bilder                           | Gesamtanlage Haxenmühle                             | Haxenmühle LageFlur: 16, Flurstück: 110/6                             | Das Haupthaus trägt ein Krüppelwalmdach mit zentralem großen Walmdach. Die Toreinfahrt trägt die Bezeichnung 1842 sowie ein Mühlrad und den Schriftzug J. Hax. Das Mühlenhaus ist dreigeschossig im Stil von Industriebauten der Gründerzeit errichtet worden. Südwestlich des Mühlkanals befindet sich das Turbinenhaus mit Schornstein. |                                  |       |
| Gesamtanlage Richer Straße/Raibacher Tal | Gesamtanlage Richer Straße/Raibacher Tal            | Raibacher Straße Lage                                                 | An der Straßengabelung Richer Straße/Raibacher Tal liegen zwei historische Hofreiten. Nördlich der Raibacher Straße liegt die ehemalige Eselsmühle, südlich die ehemalige Ziegelhütte. |                                  |       |
| Gesamtanlage Mittelste Mühle             | Gesamtanlage Mittelste Mühle                        | Raibacher Tal LageFlur: 25, Flurstück: 188                            | Die geschlossene Hofanlage der Mittelmühle besteht aus Mühlen- und Wohnhaus, Stall- und Scheunengebäude und einem Torhaus auf polygonalem Grundriss. Die Gebäude wurden Ende des 18. und im 19. Jahrhundert errichtet. Der Torbogen ist mit HLL ...39 bezeichnet. |                                  |       |
| Gesamtanlage Knöllenmühle                | Gesamtanlage Knöllenmühle                           | Raibacher Tal LageFlur: 25, Flurstück: 71                             | Die geschlossene Hofanlage der Knöllenmühle wurde im 19. Jahrhundert errichtet und besteht aus einem Haupthaus, Fachwerktorgebäude, Scheunen- und Stallgebäuden. Das Haupthaus hat ein massives Erdgeschoss und ein Fachwerkobergeschoss mit Krüppelwalmdach. Bauinschriftlich lässt sich das Haus auf 1853 datieren. Die Stallgebäude sind auf 1832 zu datieren. Bereits 1398 ist an der Stelle eine Mühle bezeugt. |                                  |       |
| Sogenanntes Kutscherhaus                 | Sogenanntes Kutscherhaus                            | Am Darmstädter Schloß 1 LageFlur: 1, Flurstück: 26/1                  | Nebengebäude des Darmstädter Schlosses, eingeschossiger winkelförmiger Bau mit steilem Mansarddach | 18. Jh.                          |       |
| weitere Bilder                           | Darmstädter Schloss, auch Hanauer Schloss           | Am Darmstädter Schloß 2 LageFlur: 1, Flurstück: 852/15                | Süd- und Ostflügel einer barocken ehemals dreiflügeligen Anlage von 1727–47, 1952 Abbruch des Westflügels |                                  |       |
| Friedhof                                 | Friedhof                                            | Am Steinborn 1A LageFlur: 1, Flurstück: 1326/9                        | Die Friedhofskapelle entstammt im Kern dem 15. Jahrhundert. Auf dem Friedhof befinden sich 22 historische Grabsteine: zwei barocke Platten aus dem 18. Jahrhundert, drei klassizistische Sandsteinsockel mit flachen Giebeln aus der Zeit um 1850, fünf neogotische Monumente und Grabplatten aus dem 19. Jh., fünf neoklassizistische Grabmäler aus der Zeit um 1900, zwei Grabmäler der Zeit um 1920 |                                  |       |
|                                          |                                                     | Am Steinborn 2 LageFlur: 25, Flurstück: 261/1                         | |                                  |       |
| Sudhaus der ehemaligen Schwanenbrauerei  | Sudhaus der ehemaligen Schwanenbrauerei             | Am Steinborn 5 LageFlur: 25, Flurstück: 67/22                         | | 1912                             |       |
| Sachteil Portal des Wasserwerks          | Sachteil Portal des Wasserwerks                     | Am Wasserwerk LageFlur: 25, Flurstück: 169                            | Jugendstilinschrift „Wasserwerk Gross-Umstadt 1905“ |                                  |       |
| weitere Bilder                           | Wohnhaus                                            | Bachtorstraße 3 LageFlur: 1, Flurstück: 304                           | Zweigeschossiges Fachwerk-Eckhaus, 17. Jh., Fachwerkteile später ausgetauscht |                                  |       |
| Wohnhaus                                 | Wohnhaus                                            | Bachtorstraße 9 LageFlur: 1, Flurstück: 278/5                         | Zweigeschossiges traufständiges Fachwerkhaus |                                  |       |
| Wohnhaus                                 | Wohnhaus                                            | Bachtorstraße 11/13 LageFlur: 1, Flurstück: 276, 275                  | Dreizoniger zweigeschossiger Fachwerk-Kopfbau der Straßenzeile |                                  |       |
|                                          |                                                     | Bachtorstraße 34 LageFlur: 1, Flurstück: 268                          | |                                  |       |
| Wohnhaus, sogenanntes Schäferhäuschen    | Wohnhaus, sogenanntes Schäferhäuschen               | Backhausgasse 4 LageFlur: 1, Flurstück: 327                           | Zweigeschossiges Eckhaus, verputztes Fachwerk des 17. Jh. |                                  |       |
| Fassade eines Wohnhauses                 | Fassade eines Wohnhauses                            | Brunnengasse 12 LageFlur: 1, Flurstück: 122                           | Traufständiger Bau mit massivem Erdgeschoss und Fachwerkobergeschoss | 1746                             |       |
| weitere Bilder                           | Ehemaliger Adelshof, sogenannter Gans’scher Hof     | Brunnengasse 14 LageFlur: 1, Flurstück: 172/8                         | |                                  |       |
| weitere Bilder                           | Ehemaliger Adelshof, Nebengebäude                   | Brunnengasse 14 LageFlur: 1, Flurstück: 172/8                         | Flachgebäude an nördlicher Hofmauer angelehnt, mit eigener Sandsteinpforte, datiert: erste Hälfte des 16. Jahrhunderts |                                  |       |
| weitere Bilder                           | Ehemaliger Adelshof, Nebengebäude-Scheune           | Brunnengasse 14 a LageFlur: 1, Flurstück: 172/6                       | Ehemalige Scheune des Adelshofes am östlichen Ende: Sandstein Erdgeschoss, Fachwerk-Obergeschoss; saniert, zu Wohnungen ausgebaut |                                  |       |
| weitere Bilder                           |                                                     | Carlo-Mierendorff-Straße 4 LageFlur: 1, Flurstück: 364                | |                                  |       |
|                                          |                                                     | Carlo-Mierendorff-Straße 5 LageFlur: 1, Flurstück: 562                | |                                  |       |
| Nebengebäude                             | Nebengebäude                                        | Carlo-Mierendorff-Straße 5 LageFlur: 1, Flurstück: 562                | |                                  |       |
| Wohn- und Geschäftshaus                  | Wohn- und Geschäftshaus                             | Carlo-Mierendorff-Straße 7 LageFlur: 1, Flurstück: 560                | Eckgebäude mit reich gestalteter Klinkerfassade, 1920 von Adam Volz erbaut | 1920                             |       |
| Sogenanntes Jägerhaus                    | Sogenanntes Jägerhaus                               | Curtigasse 4 LageFlur: 1, Flurstück: 667/1                            | |                                  |       |
| weitere Bilder                           | Wambolt’sches Schloss                               | Curtigasse 6 LageFlur: 1, Flurstück: 668/3                            | |                                  |       |
| weitere Bilder                           | Wappentafeln                                        | Curtigasse 13 LageFlur: 1, Flurstück: 654                             | Überreste des niedergelegten Curti-Schlosses: Wappentafel des Hans Hartlieb genannt Walsporn und seiner Frau Katharina Bonn(e von Wachenheim), unterhalb mit Jahreszahl 1516, verm. vom Vorgängerbau. Darunter drei Wappentafeln des 1963 abgerissenen Curti-Schlosses: links: Wappen des Baronet Johannes Wilhelm Curtius, Mitte: Wappen der franz/ital. Ursprungsfamilie Curti di Gravedonna, rechts: Wappen der Katharina Freiin (Fabricius) von Gressenich, Ehefrau des Curtius | 16. Jahrhundert, Wappen: um 1655 |       |
| Villa                                    | Villa                                               | Frankenstraße 2 LageFlur: 1, Flurstück: 516/2                         | Schlichtes dreigeschossiges Gebäude der Gründerzeit mit Quadersteinmauerwerk | 1882                             |       |
| Schule                                   | Schule                                              | Frankenstraße 10 LageFlur: 1, Flurstück: 515/1                        | Dreigeschossiges Gebäude aus unregelmäßigem roten Sandsteinmauerwerk mit zentralem Zwerchhaus | 1904                             |       |
|                                          |                                                     | Frankenstraße 12 LageFlur: 1, Flurstück: 521/6                        | |                                  |       |
| Wohnhaus                                 | Wohnhaus                                            | Georg-August-Zinn-Straße 23 LageFlur: 1, Flurstück: 577               | Zweigeschossiges Fachwerk-Eckhaus mit Krüppelwalmdach, erste Hälfte 19. Jh. |                                  |       |
| Schule                                   | Schule                                              | Georg-August-Zinn-Straße 24 LageFlur: 1, Flurstück: 331               | An Stelle des ehemaligen Hospitals zum Heiligen Geist auf polygonalem, der Straße folgendem, Grundriss errichtet | 1843                             |       |
| Wohn- und Geschäftshaus                  | Wohn- und Geschäftshaus                             | Georg-August-Zinn-Straße 26/28 LageFlur: 1, Flurstück: 333/1, 335/1   | Traufständiges Fachwerkhaus mit steilem Satteldach und Schopfwalm |                                  |       |
| Wohn- und Geschäftshaus                  | Wohn- und Geschäftshaus                             | Georg-August-Zinn-Straße 29 LageFlur: 1, Flurstück: 568               | |                                  |       |
| Ehemaliges Amtsgericht                   | Ehemaliges Amtsgericht                              | Georg-August-Zinn-Straße 34 LageFlur: 1, Flurstück: 353               | |                                  |       |
| Schule                                   | Schule                                              | Georg-August-Zinn-Straße 44 LageFlur: 1, Flurstück: 360/3             | |                                  |       |
|                                          |                                                     | Habitzheimer Straße 2 LageFlur: 1, Flurstück: 988                     | |                                  |       |
| weitere Bilder                           | Wohnhaus                                            | Hanauer Gasse 7 LageFlur: 1, Flurstück: 23/1                          | Zweigeschossiger Torbau mit massivem Erdgeschoss, Obergeschoss mit Zierfachwerk des 18. Jh. |                                  |       |
|                                          |                                                     | Hans-Böckler-Straße 6 LageFlur: 15, Flurstück: 138/7                  | |                                  |       |
|                                          |                                                     | Hans-Böckler-Straße 35 LageFlur: 15, Flurstück: 73/1                  | |                                  |       |
| Hofstelle                                | Hofstelle                                           | Hintergasse 3 LageFlur: 1, Flurstück: 370/5                           | Traufständiger barocker Bau mit fünfachsigem Wohnhaus, zweiachsigem Torhaus | 2. Hälfte 18. Jh.                |       |
| Hofstelle                                | Hofstelle                                           | Hintergasse 3 LageFlur: 1, Flurstück: 370/5                           | Im Hof mehrgeschossige große Scheune mit steilem Mansarddach | 2. Hälfte 18. Jh.                |       |
| Wohnhaus                                 | Wohnhaus                                            | Hintergasse 8 LageFlur: 1, Flurstück: 341/1                           | Zweigeschossiges dreizoniges Fachwerkhaus mit hohem Hoftor | 1802                             |       |
| Hofstelle                                | Hofstelle                                           | Hintergasse 9 LageFlur: 1, Flurstück: 378/2                           | Winkelförmiger Bau mit überbauter Hofeinfahrt, Erdgeschoss massiv, Obergeschoss Fachwerk | 1614                             |       |
| Wohnhaus                                 | Wohnhaus                                            | Hintergasse 11 LageFlur: 1, Flurstück: 418/1                          | Zweigeschossiges giebelständiges Gebäude mit massivem Erdgeschoss und Zierfachwerk im Obergeschoss | 1596                             |       |
|                                          |                                                     | Im Pfarrhof 1 LageFlur: 1, Flurstück: 98                              | |                                  |       |
|                                          |                                                     | Im Pfarrhof 10, vormals Hanauer Gasse 11 LageFlur: 1, Flurstück: 27/2 | |                                  |       |
| Wohnhaus                                 | Wohnhaus                                            | Im Pfarrhof 12, vormals Hanauer Gasse 9 LageFlur: 1, Flurstück: 95/2  | |                                  |       |
| Villa                                    | Villa                                               | Karlstraße 5 LageFlur: 1, Flurstück: 557/1                            | Eckgebäude mit rundem Erker, Zwerchhaus mit historisierendem Fachwerk, über dem Eingang überdachte Holzveranda | 1915                             |       |
| Bild gesucht BW                          |                                                     | Karlstraße LageFlur: 1, Flurstück: 559                                | |                                  |       |
| Marktbrunnen                             | Marktbrunnen                                        | Markt LageFlur: 1, Flurstück: 1565/1                                  | | 1714                             |       |
| weitere Bilder                           | Rathaus                                             | Markt 1 LageFlur: 1, Flurstück: 601/1                                 | |                                  |       |
| weitere Bilder                           | Ehemaliges Hofanwesen, jetzt Rathausnebengebäude    | Markt 1 LageFlur: 1, Flurstück: 601/1                                 | Zweigeschossiger Massivbau mit Mansarddach, im Giebelfeld bezeichnet „H J K 1761“, vom polnischen Emigranten Heinrich Jakob Kaminsky erbaut, seit 1937 Teil des Rathauskomplexes |                                  |       |
| Wohnhaus                                 | Wohnhaus                                            | Markt 2 LageFlur: 1, Flurstück: 596/2 und 596/3                       | Zweigeschossiges Eckgebäude mit massivem Erdgeschoss und Fachwerkobergeschoss | um 1560                          |       |
| Wohnhaus                                 | Wohnhaus                                            | Markt 3 LageFlur: 1, Flurstück: 594/1                                 | Zweigeschossiges Winkelförmiges Fachwerkhaus der Zeit vor 1500, Untergeschoss 1982 rekonstruierend wiederhergestellt, Anbau 1577 mit massivem Untergeschoss versehen |                                  |       |
| Wohnhaus                                 | Wohnhaus                                            | Markt 4 LageFlur: 1, Flurstück: 592/2                                 | Dreigeschossiges Gebäude auf winkelförmigem Grundriss mit massivem Erdgeschoss und Fachwerkobergeschossen, Renaissanceportal im Innenhof, Anbau des Torbaus im 18. Jh. |                                  |       |
| Wohnhaus                                 | Wohnhaus                                            | Markt 5 LageFlur: 1, Flurstück: 156/3                                 | Giebelständiges Fachwerkhaus mit Halbwalm, im Kern von 1555 |                                  |       |
| weitere Bilder                           | Evangelische Kirche                                 | Markt 9 LageFlur: 1, Flurstück: 100, 101                              | Dreischiffiger Bau mit Satteldach, 1490–1494 erbaut, Turm älter, Renovierungen 1883, 1916, 1965–1969, Kanzel erste Hälfte 17. Jh., vom Chorgestühl um 1500 vier Teile, u. a. der viersitzige Wamboldtstuhl erhalten, Taufstein 17. Jh., zahlreiche Epitaphen, Kriegerdenkmal von 1870/71 südlich der Kirche | 1490–94                          |       |
| Pfarrhaus                                | Pfarrhaus                                           | Markt 10, vormals Hanauer Gasse 3 LageFlur: 1, Flurstück: 96/1        | Zweigeschossiger Bau mit steilem, gebrochenem Satteldach | 19. Jh.                          |       |
|                                          |                                                     | Obere Marktstraße 10 LageFlur: 1, Flurstück: 161                      | |                                  |       |
| Fassade eines Wohn- und Geschäftshauses  | Fassade eines Wohn- und Geschäftshauses             | Obere Marktstraße 14 LageFlur: 1, Flurstück: 170                      | |                                  |       |
| Wohnhaus einer ehemaligen Brauerei       | Wohnhaus einer ehemaligen Brauerei                  | Obergasse 6 LageFlur: 1, Flurstück: 338                               | |                                  |       |
| weitere Bilder                           | Wohnhaus                                            | Obergasse 17 LageFlur: 1, Flurstück: 339                              | |                                  |       |
| Obergasse 27                             | Wohnhaus                                            | Obergasse 27 LageFlur: 1, Flurstück: 388                              | |                                  |       |
| Wohnhaus                                 | Wohnhaus                                            | Pfälzer Gasse 5 LageFlur: 1, Flurstück: 585                           | |                                  |       |
| Wohnhaus                                 | Wohnhaus                                            | Pfälzer Gasse 7 LageFlur: 1, Flurstück: 584                           | |                                  |       |
| Ehemaliges Reformierte Kollektur         | Ehemaliges Reformierte Kollektur                    | Pfälzer Gasse 14 LageFlur: 1, Flurstück: 572                          | |                                  |       |
| weitere Bilder                           | Pfälzer Schloss                                     | Pfälzer Gasse 16 LageFlur: 1, Flurstück: 570, 571                     | | 1450                             |       |
| weitere Bilder                           | Katholische Kirche                                  | Realschulstraße 3 LageFlur: 1, Flurstück: 674                         | | 1899                             |       |
| weitere Bilder                           | Hofreite, sogenannter Gruberhof, jetzt Heimatmuseum | Raibacher Tal 22 LageFlur: 26, Flurstück: 90/4                        | Alte Hofreite (Wasenmeisterei, Abdeckerei, später großer Schäfereibetrieb), geschlossene Hofanlage (Dreiseitenhof mit straßenseitigem Herrenhaus), seit 1987 als das Museum und Kulturzentrum der Stadt Groß-Umstadt genutzt (Träger: Umstädter Museumsverein); überregional bedeutsame und einmalige Sammlung aus Landwirtschaft, Handwerk und Geschichte, die auch das Hessische Fernsehen regelmäßig für Sendungen nutzt. Weitere Nutzung für historische Vorträge, Traditionsfeste und kulturelle Veranstaltungen, | um 1816                          |       |
| Villa                                    | Villa                                               | Richer Straße 1 LageFlur: 25, Flurstück: 265/1                        | |                                  |       |
| weitere Bilder                           | Ehemaliger Adelshof, sogenannter Rodensteiner Hof   | Rodensteiner Straße 3 LageFlur: 1, Flurstück: 610/3                   | | 1540                             |       |
| weitere Bilder                           | Ehemaliger Adelshof der Familie von Heddersdorf     | Rodensteiner Straße 4 LageFlur: 1, Flurstück: 661/1                   | Ehemaliger Adelshof im Westen der Altstadt. Der Hof ist der kleinste der sieben ehemaligen Adelssitze in Umstadt. Er ging aus einem kleinen spätmittelalterlichen Burgsitz des 13. Jahrhunderts hervor. Das Kernstück der erhalten gebliebenen Teile der Anlage, das Herrenhaus, stammt aus dem späten 16. Jahrhundert. Die ehemals große Toranlage ist nicht mehr vorhanden. | 16. Jh.                          |       |
|                                          |                                                     | Rodensteiner Straße 13 LageFlur: 1, Flurstück: 631                    | |                                  |       |
| Bahnhof                                  | Bahnhof                                             | St.-Peray-Straße 6 LageFlur: 1, Flurstück: 1683/7                     | |                                  |       |
| Wohnhaus                                 | Wohnhaus                                            | St.-Peray-Straße 7 LageFlur: 1, Flurstück: 479/2                      | |                                  |       |
|                                          |                                                     | Schulstraße 3 LageFlur: 1, Flurstück: 1                               | |                                  |       |
| Wohnhaus                                 | Wohnhaus                                            | Schulstraße 4 LageFlur: 1, Flurstück: 603, 602                        | |                                  |       |
| Wohnhaus                                 | Wohnhaus                                            | Schwanengasse 2 LageFlur: 1, Flurstück: 190                           | |                                  |       |
| Wohnhaus                                 | Wohnhaus                                            | Schwanengasse 6 LageFlur: 1, Flurstück: 187                           | |                                  |       |
| Wohnhaus                                 | Wohnhaus                                            | Schwanengasse 13 LageFlur: 1, Flurstück: 212/2                        | Zweigeschossiger Traufseitbau mit westlich angeschlossenen Torhaus, Erdgeschoss massiv, Fachwerkobergeschoss; Nebengebäude an der Wallstraße abgegangen |                                  |       |
| Hofreite                                 | Hofreite                                            | Schwanengasse 22 LageFlur: 1, Flurstück: 177                          | |                                  |       |
| Wohnhaus                                 | Wohnhaus                                            | Untere Marktstraße 2 LageFlur: 1, Flurstück: 92                       | |                                  |       |
| Wohnhaus                                 | Wohnhaus                                            | Untere Marktstraße 11 LageFlur: 1, Flurstück: 1276/1                  | Zweigeschossiger repräsentativer Massivbau mit steilem Mansarddach, vom hessischen Hofrat und Amtsphysikus Dr. med. Wilhelm Christian Hofmann erbaut | 1790                             |       |
| Wohnhaus                                 | Wohnhaus                                            | Untere Marktstraße 14 LageFlur: 1, Flurstück: 84/12                   | |                                  |       |
| Wohnhaus                                 | Wohnhaus                                            | Untere Marktstraße 15 LageFlur: 1, Flurstück: 83                      | |                                  |       |
| Fassade eines Wohnhauses                 | Fassade eines Wohnhauses                            | Untere Marktstraße 30 LageFlur: 1, Flurstück: 52                      | |                                  |       |
| Pfarrhaus                                | Pfarrhaus                                           | Wallstraße 9 LageFlur: 1, Flurstück: 1260                             | |                                  |       |
| Nebengebäude                             | Nebengebäude                                        | Wallstraße 9 LageFlur: 1, Flurstück: 1260                             | |                                  |       |
| Brauerei                                 | Brauerei                                            | Zimmerstraße 28 LageFlur: 1, Flurstück: 1487                          | | 1903                             |       |
|                                          |                                                     | Zimmerstraße, gegenüber Nr. 30 LageFlur: 1, Flurstück: 1482           | |                                  |       |

### Dorndiel
| Bild                    | Bezeichnung                      | Lage                                                         | Beschreibung | Bauzeit | Daten |
| ----------------------- | -------------------------------- | ------------------------------------------------------------ | --- | ------- | ----- |
| Gesamtanlage Dorndiel   | Gesamtanlage Dorndiel            | Lage                                                         | In der Dorfmitte liegen gegenüber der Kirche drei nebeneinanderliegende Hofreiten mit überwiegend historischer Bausubstanz                                                  |         |       |
| Bildstock               | Bildstock                        | Breubergstraße, östlich Nr. 17 LageFlur: 1, Flurstück: 143/7 | Nischenhaus mit Stichbogen auf hohem Rechtecksockel, von Maria Anna Franziska Wollin 1804 errichtet                                                                         |         |       |
| Sogenannter Pfälzer Hof | Sogenannter Pfälzer Hof          | Hirschbergstraße 1 LageFlur: 1, Flurstück: 189/2             | Anstelle der ehemaligen Burg der Herren von Amorbach wurden im 16. Jh. zwei Fachwerkhäuser errichtet, die gleichermaßen zu Hessen und zur Pfalz gehörten                    |         |       |
| Sogenannter Pfälzer Hof | Sogenannter Pfälzer Hof          | Hirschbergstraße 3 LageFlur: 1, Flurstück: 187/2             | Anstelle der ehemaligen Burg der Herren von Amorbach wurden im 16. Jh. zwei Fachwerkhäuser errichtet, die gleichermaßen zu Hessen und zur Pfalz gehörten                    |         |       |
| Ökonomiehof             | Ökonomiehof                      | Hirschbergstraße 4 LageFlur: 1, Flurstück: 164               | Zweigeschossiger Ziegelbau mit Mansarddach, um 1900 errichtet |         |       |
| Bild gesucht BW         | Ausstattung der alten Dorfkirche | Hirschbergstraße 13 LageFlur: 1, Flurstück: 196              | In der modernen katholischen Kirche befinden sich drei ehemalige Altarfiguren aus Holz von 1500 sowie eine Terrokotta Pietá aus dem 18. Jh.                                 |         |       |
| Bild gesucht BW         |                                  | Mömlinger Straße 13 LageFlur: 1, Flurstück: 81/2             | |         |       |
| Evangelische Kirche     | Evangelische Kirche              | Ortsstraße 1 LageFlur: 1, Flurstück: 67                      | Ehemalige katholische Pfarrkirche St. Peter und Alexander, 1792 als Kapelle errichtet, 1924 um ein Drittel verlängert, in den 1960er Jahren im Inneren vollkommen verändert |         |       |
| Wohn- und Geschäftshaus | Wohn- und Geschäftshaus          | Ortsstraße 8 LageFlur: 1, Flurstück: 174                     | Zweigeschossiger traufständiger Halbwalmbau mit massivem Erdgeschoss und Fachwerkobergeschoss                                                                               |         |       |
| Dorfschmiede            | Dorfschmiede                     | Radheimer Straße 9 LageFlur: 1, Flurstück: 55                | In einem Nebengebäude einer Hofreite, 19. Jh., mit kompletter Einrichtung                                                                                                   |         |       |
| Bild gesucht BW         | Brunnen                          | Radheimer Straße 12 LageFlur: 1, Flurstück: 18/2             | Kastenpumpe aus Gusseisen, um 1900 |         |       |

### Heubach
| Bild                                        | Bezeichnung                                 | Lage                                                              | Beschreibung | Bauzeit       | Daten |
| ------------------------------------------- | ------------------------------------------- | ----------------------------------------------------------------- | --- | ------------- | ----- |
| Gesamtanlage Heubach                        | Gesamtanlage Heubach                        | Lage                                                              | Heubach war bis 1399 im Besitz der Bickenbacher, danach bis 1803 gehörte es zur Pfalz, seitdem zu Hessen. Der rechteckige Dorfplatz, in den sechs Straßen münden, bildet den historischen Kern. Prägend für das Ortsbild sind die Fachwerkbauernhäuser des 18. und 19. Jahrhunderts, denen teilweise große Fachwerkscheunen und Stallgebäude zugehören. |               |       |
| Gesamtanlage Obermühle                      | Gesamtanlage Obermühle                      | Wilhelm-Leuschner-Straße 149 Lage                                 | Mühlenhofanlage, 19. Jh., dreiseitig mit eingeschossigen Bruchsteingebäuden begrenzt, Toreinfahrt bezeichnet 1854 |               |       |
| Gesamtanlage Wilhelm-Leuschner-Straße       | Gesamtanlage Wilhelm-Leuschner-Straße       | Wilhelm-Leuschner-Straße 91, 93, 95, 97, 99 Lage                  | Fünf Kleinbauernhöfe mit Fachwerkhäusern und -Scheunen aus dem 19. Jh. |               |       |
| Dorfbrunnen                                 | Dorfbrunnen                                 | Am Dorfbrunnen LageFlur: 1, Flurstück: 362/3                      | Vierröhriger Laufbrunnen mit rechteckigem Sandsteintrog |               |       |
| Kriegerdenkmal                              | Kriegerdenkmal                              | Am Dorfbrunnen LageFlur: 1, Flurstück: 362/3                      | Zum Gedenken an die Gefallen des Krieges 1870/71, schwarzer Marmorobelisk auf Rechtecksockel |               |       |
| Eh. Ref. Schulhaus                          | Ehemaliges Reformiertes Schulhaus           | Am Dorfbrunnen 1 LageFlur: 1, Flurstück: 275                      | Zweigeschossiger Fachwerkbau, 1806 für die reformierte Jugend erbaut |               |       |
| Am Dorfbrunnen 6                            | Wohnhaus                                    | Am Dorfbrunnen 6 LageFlur: 1, Flurstück: 363                      | Zweigeschossiger Fachwerkbau mit Krüppelwalmdach, Bauinschriftlich auf 1813 datiert |               |       |
| Evangelisch-reformierte Kirche Heubach      | Evangelisch-reformierte Pfarrkirche         | Blumenweg 2 LageFlur: 1, Flurstück: 275                           | Saalbau, 1745–1759, Turm 12. Jh., 1843 aufgestockt |               |       |
|                                             |                                             | Blumenweg 5 LageFlur: 1, Flurstück: 294                           | |               |       |
|                                             |                                             | Blumenweg 7 LageFlur: 1, Flurstück: 286                           | |               |       |
| Wohnhaus                                    | Wohnhaus                                    | Erzberger Straße 2 LageFlur: 1, Flurstück: 359                    | Zweigeschossiges Fachwerk-Eckhaus, bezeichnet 1830 |               |       |
| Villa                                       | Villa                                       | Erzberger Straße 8 LageFlur: 1, Flurstück: 14/1                   | Sandstein, Mansardwalmdach, großes zentrales Zwerchhaus, um 1900 |               |       |
| Schule                                      | Schule                                      | Erzberger Straße 10 LageFlur: 1, Flurstück: 14/4                  | Neoklassizistisch, 1893 |               |       |
| Evangelisch-lutherische Kirche              | Evangelisch-lutherische Kirche              | Erzberger Straße 11 LageFlur: 1, Flurstück: 386/1                 | Saalbau, 1754–1755 |               |       |
|                                             |                                             | Erzberger Straße 16 LageFlur: 1, Flurstück: 21/11                 | |               |       |
| Einfahrt                                    | Einfahrt                                    | Erzberger Straße 16 LageFlur: 1, Flurstück: 21/11                 | |               |       |
| Katholische Filialkirche Sankt Bartholomäus | Katholische Filialkirche Sankt Bartholomäus | Erzberger Straße 36 LageFlur: 1, Flurstück: 526                   | Langgestreckter Hallenbau | 1894          |       |
| Bild gesucht BW                             |                                             | Erzberger Straße 42 LageFlur: 1, Flurstück: 442                   | |               |       |
| Wegkreuz                                    | Wegkreuz                                    | Forsthausstraße LageFlur: 1, Flurstück: 134/1                     | |               |       |
| Grabmäler auf dem Friedhof                  | Grabmäler auf dem Friedhof                  | Friedhofstraße LageFlur: 1, Flurstück: 262                        | Sieben historische Grabsteine des 19. und beginnenden 20. Jh.: |               |       |
| Wegkreuz                                    | Wegkreuz                                    | Wilhelm-Leuschner-Straße, vor. Nr. 51 LageFlur: 1, Flurstück: 266 | Sockel 18. Jh., Sandsteinkreuz im 20. Jh. erneuert |               |       |
| Bild gesucht BW                             | Sachteil Relief                             | Wilhelm-Leuschner-Straße 53 Lage                                  | Roter Sandstein, Relief mit Ziegenbock und Inschrift „1820 Einzug der Steinhauer“ |               |       |
|                                             |                                             | Wilhelm-Leuschner-Straße 55 LageFlur: 1, Flurstück: 241           | |               |       |
| Wohnhaus                                    | Wohnhaus                                    | Wilhelm-Leuschner-Straße 59 LageFlur: 1, Flurstück: 238           | Fünfachsiges Fachwerkhaus mit anschließendem Torhaus von 1856 |               |       |
|                                             |                                             | Wilhelm-Leuschner-Straße 61 LageFlur: 1, Flurstück: 339           | |               |       |
| Ehemaliges Rathaus                          | Ehemaliges Rathaus                          | Wilhelm-Leuschner-Straße 70 LageFlur: 1, Flurstück: 395/1         | |               |       |
| Backhaus                                    | Backhaus                                    | Wilhelm-Leuschner-Straße 115 LageFlur: 1, Flurstück: 203          | | Mitte 19. Jh. |       |
|                                             |                                             | Wilhelm-Leuschner-Straße 129 LageFlur: 1, Flurstück: 123          | |               |       |

### Kleestadt
| Bild                        | Bezeichnung                 | Lage                                                  | Beschreibung | Bauzeit | Daten |
| --------------------------- | --------------------------- | ----------------------------------------------------- | --- | ------- | ----- |
| Bild gesucht BW             | Gesamtanlage Kleestadt      | Lage                                                  | Der historische Ortskern ist an der ovalen geschlossenen Bebauung und an der Parzellenstruktur noch erkennbar. Prägend für das Ortsbild sind die vorwiegend geschlossenen Hofreiten des 17. bis 19. Jahrhunderts mit giebelständigen Fachwerkwohnhäusern und großen hölzernen Hoftoren. Durch starke Veränderungen sind nur noch Teilbereiche, an der Friedrich-Ebert-Straße, an der Untergasse östlich der Kirche, an der Schlierbacher Straße nördlich des Rathauses und an der Obertorstraße und die Einmündung zur Untergasse, historisch zusammenhängender Anwesen erhalten. |         |       |
|                             |                             | Friedrich-Ebert-Straße 2 LageFlur: 1, Flurstück: 54   | |         |       |
| Sachteile Drei Vollwappen   | Sachteile Drei Vollwappen   | Friedrich-Ebert-Straße 5 LageFlur: 1, Flurstück: 51   | Am 1930, anstelle des ehemaligen Wambolt’schen Hofhauses, errichteten Neubau befinden sich drei Wappen, der Bobenhausen, der Wambolt und der Rodenstein |         |       |
| Wohnhaus mit Torhaus        | Wohnhaus mit Torhaus        | Obertorstraße 7 LageFlur: 1, Flurstück: 86            | Zweigeschossiges giebelständiges Fachwerkhaus, anschließend ein Fachwerktorbau, dieser bezeichnet „1793“ |         |       |
| Bild gesucht BW             | Wohnhaus mit Torhaus        | Obertorstraße 9 LageFlur: 1, Flurstück: 87            | Zweigeschossiges Fachwerkhaus in Ecklage, anschließend ein Fachwerktorbau, Ende 18. Jh. |         |       |
| Wohnhaus                    | Wohnhaus                    | Obertorstraße 23 LageFlur: 1, Flurstück: 93/2         | Zweigeschossiges giebelständiges Fachwerkhaus mit anschließendem überdachtem Hoftor, 2. Hälfte 18. Jh. |         |       |
| Ehemaliges Rathaus          | Ehemaliges Rathaus          | Schlierbacher Straße 1 LageFlur: 1, Flurstück: 135    | Zweigeschossiger langgestreckter Bau mit Krüppelwalmdach, 1803 quer über die Hauptstraße errichtet |         |       |
| Brunnen                     | Brunnen                     | Schlierbacher Straße 1 LageFlur: 1, Flurstück: 534    | Laufbrunnen, zwei gusseiserne Tröge, um 1900 |         |       |
|                             |                             | Schlierbacher Straße 4 LageFlur: 1, Flurstück: 138    | |         |       |
|                             |                             | Schlierbacher Straße 14 LageFlur: 1, Flurstück: 601/1 | |         |       |
| Wohnhaus                    | Wohnhaus                    | Spitzengasse 4 LageFlur: 1, Flurstück: 60             | Zweigeschossiges Fachwerkhaus in Ecklage, um 1700 |         |       |
| Wohnhaus                    | Wohnhaus                    | Teichgasse 12 LageFlur: 1, Flurstück: 6               | Eingeschossiges giebelständiges Fachwerkhaus, typisch für Landarbeiter oder Kleinbauer, Ende 18. Jh. |         |       |
| weitere Bilder              | Evangelische Pfarrkirche    | Untergasse 4 LageFlur: 1, Flurstück: 53               | Im 15. Jh. wurde der gotische Chor geschaffen. Nach der Reformation und der Erhebung zur Pfarrkirche wurde das südliche Seitenschiff angebaut. Im 18. Jh. wurden Türen und Fenster verändert. 1833 wurde der Turm erhöht und verändert. Bei der umgreifenden Umgestaltung 1861 wurde das nördliche Seitenschiff angefügt. Zur historischen Ausstattung gehören zwei Sakramentsnischen, ein Dreisitz im Chor, eine Kanzel, die Orgel mit Rokokogehäuse sowie vier Grabplatten. |         |       |
| Sachgesamtheit Wehrfriedhof | Sachgesamtheit Wehrfriedhof | Untergasse 4 LageFlur: 1, Flurstück: 53               | In den mit einer Mauer befestigten Kirchhof gelangt man durch ein Torhaus mit angebautem Wächterhaus. In die ehemalige Friedhofsmauer sind Grabplatten eingelassen. |         |       |
| Wohnhaus mit Torhaus        | Wohnhaus mit Torhaus        | Untergasse 6 LageFlur: 1, Flurstück: 117              | Zweigeschossiges giebelständiges Bauernhaus mit Krüppelwalmdach, 18. Jh., anschließend ein Torbau, dieser bez. 1890 |         |       |
| Wohnhaus mit Torhaus        | Wohnhaus mit Torhaus        | Untergasse 11 LageFlur: 1, Flurstück: 67              | Zweigeschossiges giebelständiges Bauernhaus anschließend ein Torbau, dieser um 1900 in gelbem Klinker |         |       |
| Wohnhaus                    | Wohnhaus                    | Untergasse 16 LageFlur: 1, Flurstück: 107             | Zweigeschossiges giebelständiges Fachwerkhaus mit Krüppelwalmdach, um 1800 |         |       |
| Kriegerdenkmal              | Kriegerdenkmal              | Untergasse 23, Friedhof LageFlur: 1, Flurstück: 460/1 | Für die Opfer beider Weltkriege, gekrönter Obelisk auf hohem Sockel |         |       |

### Klein-Umstadt
| Bild                                                                                 | Bezeichnung                                                                          | Lage                                                              | Beschreibung | Bauzeit | Daten |
| ------------------------------------------------------------------------------------ | ------------------------------------------------------------------------------------ | ----------------------------------------------------------------- | --- | ------- | ----- |
| weitere Bilder                                                                       | Gesamtanlage Kirche                                                                  | Lage                                                              | Die Kirche, der befestigte Friedhof und die anschließenden zwei Hofreiten bilden eine geschlossene Gesamtanlage                                                                                                |         |       |
| Bild gesucht BW                                                                      | Gesamtanlage Bahnhofstraße                                                           | Lage                                                              | An der Bahnhofstraße westlich des Rathauses befindet sich ein Bereich von Hofreiten des 18. und 19. Jh. mit überdachten Hofeinfahrten                                                                          |         |       |
| Gesamtanlage Heinrich-Möser-Straße                                                   | Gesamtanlage Heinrich-Möser-Straße                                                   | Lage                                                              | Beidseitig der Heinrich-Möser-Straße befinden sich traufständige Bauernhäuser, die größtenteils durch hohe überdachte Hofeinfahrten verbunden sind                                                             |         |       |
| Bild gesucht BW                                                                      | Gesamtanlage Windfangstraße                                                          | Lage                                                              | Im Südosten, am Rand der historischen Bebauung, sind geschlossene Hofreiten mit traufständigen Bauernhäusern der Zeit um 1800 erhalten                                                                         |         |       |
| Ortsbefestigung                                                                      | Ortsbefestigung                                                                      | LageFlur: 1, Flurstück: 75                                        | Im Südosten, an der Windfangstraße, ist die historische Ortsbefestigung als Stützmauer, Begrenzungsmauer oder in Gebäuden verbaut erhalten                                                                     |         |       |
| Wohnhaus                                                                             | Wohnhaus                                                                             | Am Weiher 1 LageFlur: 1, Flurstück: 737/3                         | Neoklassizistisch, um 1900 |         |       |
| Bild gesucht BW                                                                      |                                                                                      | Am Weiher 3 LageFlur: 1, Flurstück: 748                           | |         |       |
| weitere Bilder                                                                       | Evangelische Pfarrkirche                                                             | An der Wehrkirche 6 LageFlur: 1, Flurstück: 758/1                 | Die Kirche ist von einer mittelalterlichen Wehrmauer umgeben, die zum Süden hin für eine Friedhofserweiterung niedergelegt wurde. Die Kanzel stammt von 1415.                                                  |         |       |
| Bild gesucht BW                                                                      | Wohnhaus                                                                             | Bachgasse 5 LageFlur: 1, Flurstück: 731/5                         | |         |       |
| Altes Rathaus                                                                        | Altes Rathaus                                                                        | Bahnhofstraße 2 LageFlur: 1, Flurstück: 771                       | |         |       |
| Wohnhaus mit Torhaus                                                                 | Wohnhaus mit Torhaus                                                                 | Bahnhofstraße 4 LageFlur: 1, Flurstück: 804/4                     | |         |       |
| Wohnhaus                                                                             | Wohnhaus                                                                             | Bahnhofstraße 16 LageFlur: 1, Flurstück: 784                      | Haupt- und Nebengebäude |         |       |
|                                                                                      |                                                                                      | Bahnhofstraße 18 LageFlur: 1, Flurstück: 800                      | |         |       |
| weitere Bilder                                                                       | Ehemaliger Freihof                                                                   | Bahnhofstraße 27/29/31 LageFlur: 1, Flurstück: 142, 139, 140/1    | |         |       |
| Wohnhaus                                                                             | Wohnhaus                                                                             | Bahnhofstraße 39 LageFlur: 1, Flurstück: 300/1                    | Neoklassizistisches Wohngebäude: Evangelisches Gemeinde- bzw. Pfarrhaus mit vom Freihof versetzter Wappentafel im Eingangsbereich: Allianzwappen der Waise von Feuerbach und Schelle von Umstadt, datiert 1516 |         |       |
| Sachgesamtheit Schule und Feuerwehrgerätehaus (heute ev. Kindergarten Klein-Umstadt) | Sachgesamtheit Schule und Feuerwehrgerätehaus (heute ev. Kindergarten Klein-Umstadt) | Bahnhofstraße 38a LageFlur: 1, Flurstück: 4/5                     | Feuerwehrgerätehaus (heute ev. Kindergarten Klein-Umstadt) |         |       |
| Sachgesamtheit Schule und Feuerwehrgerätehaus (heute ev. Kindergarten Klein-Umstadt) | Sachgesamtheit Schule und Feuerwehrgerätehaus (heute ev. Kindergarten Klein-Umstadt) | Bahnhofstraße 40 LageFlur: 1, Flurstück: 4/7                      | Schule (heute ev. Kindergarten Klein-Umstadt) |         |       |
| Pumpe                                                                                | Pumpe                                                                                | Heinrich-Möser-Straße, vor Nr. 11 LageFlur: 1, Flurstück: 1126/18 | Gusseisen, um 1900 |         |       |
| Wohnhaus                                                                             | Wohnhaus                                                                             | Ludwigstraße 4 LageFlur: 1, Flurstück: 184/1                      | |         |       |
| Bild gesucht BW                                                                      | Wohnhaus                                                                             | Rathausgasse 5 LageFlur: 1, Flurstück: 764/1                      | |         |       |
| Handpumpe                                                                            | Handpumpe                                                                            | Rosenhöhe/Ecke Windfangstraße LageFlur: 1, Flurstück: 1125/21     | um 1900 |         |       |
| weitere Bilder                                                                       | Wendelinuskapelle                                                                    | LageFlur: 2, Flurstück: 368                                       | um 1500, über dem Eingang bez. 1794 |         |       |

### Raibach
| Bild                 | Bezeichnung          | Lage                                        | Beschreibung | Bauzeit | Daten |
| -------------------- | -------------------- | ------------------------------------------- | --- | ------- | ----- |
| Gesamtanlage Raibach | Gesamtanlage Raibach | Lage                                        | Im Unterdorf sind einige Hofreiten der Zeit zwischen 1800 und 1850 erhalten. Im Oberdorf bilden sieben Kleinbauernhöfe am südlichen Straßenrand ein einheitliches historisches Bild. |         |       |
| Kleinbauernhof       | Kleinbauernhof       | Oberdorf 1 LageFlur: 3, Flurstück: 456      | |         |       |
| weitere Bilder       | Evangelische Kirche  | Oberdorf 2 LageFlur: 3, Flurstück: 139      | |         |       |
| Friedhof             | Friedhof             | Oberdorf LageFlur: 3, Flurstück: 137        | |         |       |
| Wohnhaus             | Wohnhaus             | Oberdorf 34 LageFlur: 3, Flurstück: 119/2   | |         |       |
|                      |                      | Oberdorf 36 LageFlur: 3, Flurstück: 118/1   | |         |       |
| Ehemalige Schule     | Ehemalige Schule     | Unterdorf 41 LageFlur: 3, Flurstück: 209/10 | |         |       |

### Richen
| Bild                                                                             | Bezeichnung            | Lage                                         | Beschreibung                                                                                         | Bauzeit | Daten |
| -------------------------------------------------------------------------------- | ---------------------- | -------------------------------------------- | --- | ------- | ----- |
| Direkt Bild zu diesem Denkmal hochladen                                          | Gesamtanlage Richen    | Koordinaten fehlen! Hilf mit.                | |         |       |
| Denkmalgeschütztes Gebäude in Groß-Umstadt, Ortsteil Richen, Dorfstraße 1        |                        | Dorfstraße 1 LageFlur: 1, Flurstück: 71/14   | |         |       |
| Denkmalgeschütztes Gebäude in Groß-Umstadt, Ortsteil Richen, Dorfstraße 11       | Wohnhaus mit Toranlage | Dorfstraße 11 LageFlur: 1, Flurstück: 54     | |         |       |
| Denkmalgeschütztes Gebäude in Groß-Umstadt, Ortsteil Richen, Dorfstraße 18       | Wohnhaus               | Dorfstraße 18 LageFlur: 1, Flurstück: 27     | |         |       |
| Denkmalgeschütztes Gebäude in Groß-Umstadt, Ortsteil Richen, Hauptstraße 10      | Wohnhaus               | Hauptstraße 10 LageFlur: 1, Flurstück: 2     | Zweigeschossiger Klinkerbau auf quadratischem Grundriss mit flachem Walmdach, 1869                   |         |       |
| Denkmalgeschütztes Nebengebäude in Groß-Umstadt, Ortsteil Richen, Hauptstraße 10 | Nebengebäude           | Hauptstraße 10 LageFlur: 1, Flurstück: 2     | |         |       |
| Denkmalgeschütztes Rathaus in Groß-Umstadt, Ortsteil Richen, Hauptstraße 12      | Rathaus                | Hauptstraße 12 LageFlur: 1, Flurstück: 79/1  | |         |       |
| Denkmalgeschützte Toranlage in Groß-Umstadt, Ortsteil Richen, Hauptstraße 14     | Toranlage              | Hauptstraße 14 LageFlur: 1, Flurstück: 80/3  | |         |       |
| weitere Bilder                                                                   | Toranlage              | Hauptstraße 22 LageFlur: 1, Flurstück: 87    | |         |       |
| weitere Bilder                                                                   | Wohnhaus               | Hauptstraße 26 LageFlur: 1, Flurstück: 105/8 | Barockbau mit Mansarddach, Ende 18. Jh., Nebengebäude der Hofanlage wurden abgerissen                |         |       |
| weitere Bilder                                                                   | Wohnhaus               | Hauptstraße 28 LageFlur: 1, Flurstück: 112   | Zweigeschossiges traufständiges Gebäude mit massivem Untergeschoss und Fachwerkobergeschoss, 18. Jh. |         |       |
| weitere Bilder                                                                   | Evangelische Kirche    | Im Kirchwinkel 2 LageFlur: 1, Flurstück: 1   | |         |       |
| Denkmalgeschütztes Gebäude in Groß-Umstadt, Ortsteil Richen, Im Kirchwinkel 7    | Wohnhaus               | Im Kirchwinkel 7 LageFlur: 1, Flurstück: 18  | |         |       |
| Denkmalgeschütztes Spritzengebäude in Groß-Umstadt, Ortsteil Richen, Im Stiel 12 | Spritzenhaus           | Im Stiel 12 LageFlur: 1, Flurstück: 269/3    | |         |       |
| Denkmalgeschütztes Gebäude in Groß-Umstadt, Ortsteil Richen, Schmiedestraße 4    | Wohnhaus mit Hoftor    | Schmiedestraße 4 LageFlur: 1, Flurstück: 23  | |         |       |
| weitere Bilder                                                                   | Friedhof               | LageFlur: 1, Flurstück: 328/5                | |         |       |

### Semd
| Bild                                                                                     | Bezeichnung           | Lage                                                 | Beschreibung | Bauzeit | Daten |
| ---------------------------------------------------------------------------------------- | --------------------- | ---------------------------------------------------- | --- | ------- | ----- |
| Gesamtanlage Semd                                                                        | Gesamtanlage Semd     | Koordinaten fehlen! Hilf mit.                        | Entlang der Glockengasse stehen Hofreiten aus der Zeit um 1900 im Kontrast zu den Höfen des 18. Jahrhunderts. Die Bauten der Jahrhundertwende sind durch traufständige Klinkerbauweise der Wohnhäuser mit Tordurchfahrten gekennzeichnet. Die Höfe des 18. Jh. weisen zur Straße hin trauf- oder giebelständigen Fachwerkbauten auf, die teilweise massiv unterfangen sind. |         |       |
| Wohnhaus                                                                                 | Wohnhaus              | Dieburger Straße 2 LageFlur: 1, Flurstück: 3/1       | |         |       |
| Torbau                                                                                   | Torbau                | Dieburger Straße 25 LageFlur: 1, Flurstück: 171      | |         |       |
| Wohnhaus                                                                                 | Wohnhaus              | Glockengasse 1 LageFlur: 1, Flurstück: 110           | |         |       |
| weitere Bilder                                                                           | Evangelische Kirche   | Glockengasse 2 LageFlur: 1, Flurstück: 1/1           | Evangelische Kirche | 1793    |       |
| Kriegerdenkmal                                                                           | Kriegerdenkmal        | Glockengasse 2 LageFlur: 1, Flurstück: 1/1           | Obelisk, zum Gedenken an die Gefallenen des Kriegs 1870/71 |         |       |
| Ehrenmal                                                                                 | Ehrenmal              | Glockengasse 2 LageFlur: 1, Flurstück: 1/1           | Granitsarkophag mit liegendem Löwen, Inschrift unleserlich |         |       |
| Wohnhaus                                                                                 | Wohnhaus              | Grafenstraße 21 LageFlur: 1, Flurstück: 149          | |         |       |
| Landrat-Gruber-Schule                                                                    | Landrat-Gruber-Schule | Groß-Umstädter-Straße 30 LageFlur: 1, Flurstück: 268 | |         |       |
| Denkmalgeschützte Klinkerfassade am Haus Heinrichstraße 3 in Groß-Umstadt, Ortsteil Semd | Nebengebäude          | Heinrichstraße 3 LageFlur: 1, Flurstück: 133         | Klinkerfassade, Ende 19. Jh. |         |       |
| Wohnhaus                                                                                 | Wohnhaus              | Lichtenbergstraße 1 LageFlur: 1, Flurstück: 40/1     | |         |       |
| Wohnhaus                                                                                 | Wohnhaus              | Otzbergstraße 23 LageFlur: 1, Flurstück: 45          | |         |       |

### Wiebelsbach
| Bild                          | Bezeichnung                   | Lage                                                 | Beschreibung | Bauzeit | Daten |
| ----------------------------- | ----------------------------- | ---------------------------------------------------- | --- | ------- | ----- |
| Übersicht Wiebelsbach         | Gesamtanlage Wiebelsbach      | Koordinaten fehlen! Hilf mit.                        | Entlang der Straße Herrenwald und der Odenwaldstraße ist in weiten Bereichen die historische Bausubstanz des 18. und 19. Jahrhunderts erhalten |         |       |
| weitere Bilder                | Bahnhof Wiebelsbach/Heubach   | Bei den Stockwiesen LageFlur: 6, Flurstück: 33/10    | | um 1900 |       |
| Wohnhaus                      | Wohnhaus                      | Bei den Stockwiesen 28a LageFlur: 6, Flurstück: 33/4 | |         |       |
| Schule                        | Schule                        | Die Ettern 1 LageFlur: 1, Flurstück: 80/1            | |         |       |
| Kriegerdenkmal                | Kriegerdenkmal                | Die Ettern LageFlur: 1, Flurstück: 600               | Quadratische Steinsäule auf der eine Löwenfigur sitzt, zur Erinnerung an die Gefallenen der Kriege 1870/71 und 1914/18                         |         |       |
| Nebengebäude                  | Nebengebäude                  | Die Ettern 1 LageFlur: 1, Flurstück: 80/1            | |         |       |
| Lehrerhaus, zeitweise Rathaus | Lehrerhaus, zeitweise Rathaus | Die Ettern 14 LageFlur: 1, Flurstück: 340            | |         |       |
| weitere Bilder                | Evangelische Kirche           | Kirchstraße 26 LageFlur: 1, Flurstück: 122           | Evangelische Kirche | 1861    |       |
| Treppenanlage                 | Treppenanlage                 | Kirchstraße 26 LageFlur: 1, Flurstück: 122           | |         |       |

## Abgegangene Kulturdenkmäler
| Bild     | Bezeichnung | Lage                                                             | Beschreibung                                  | Bauzeit | Daten |
| -------- | ----------- | ---------------------------------------------------------------- | --------------------------------------------- | ------- | ----- |
| Wohnhaus | Wohnhaus    | Heubach, Wilhelm-Leuschner-Straße 83 LageFlur: 1, Flurstück: 223 | Fachwerkobergeschoss aus dem 18. Jh. erhalten |         |       |